# Tadorna cana

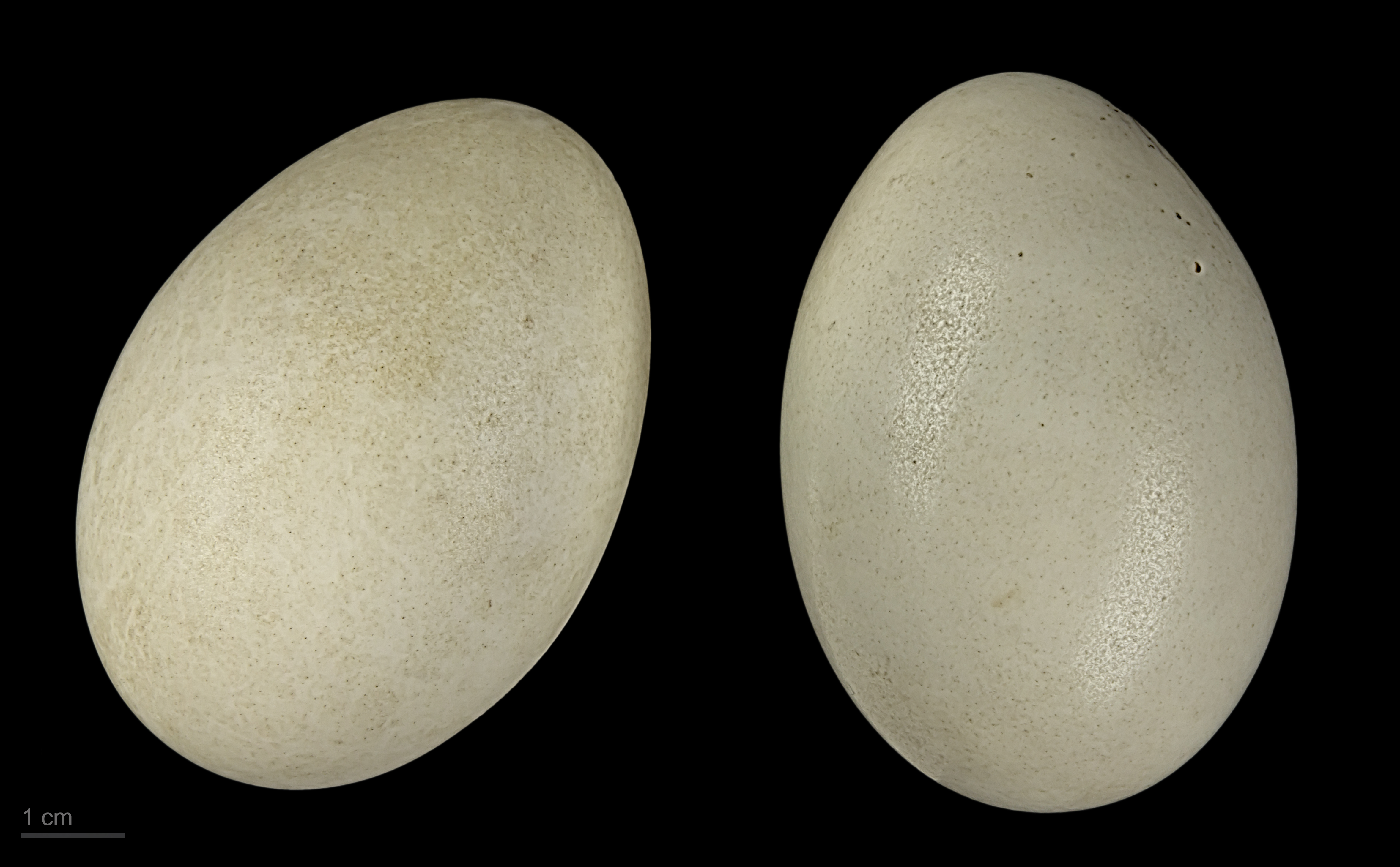
Tadorna cana

Tadorna cana là một loài chim trong họ Vịt.
Chúng có thân dài 64 cm cư trú sinh sản ở miền nam châu Phi, chủ yếu ở Namibia và Nam Phi. Vào mùa đông ở miền Nam, nhiều con di chuyển về phía đông bắc từ phạm vi cư trú đến các khu vực thay lông ưa thích,